# Нана (ураган, 2020)
Ураган Нана (англ. Hurricane Nana) — невеликий короткочасний тропічний циклон, який завдав відносно незначної шкоди Белізу та Мексиці на початку вересня 2020 року. Шістнадцятий тропічний циклон, чотирнадцятий з назвою шторм, і п’ятий ураган рекордного сезону ураганів у Атлантиці 2020 року.
Шторм приніс сильний вітер та помірні опади в окремі райони Гондурасу. «Нана» — перший ураган, який обрушився на Беліз після урагану Ерл в 2016 році.

## Метеорологічна історія

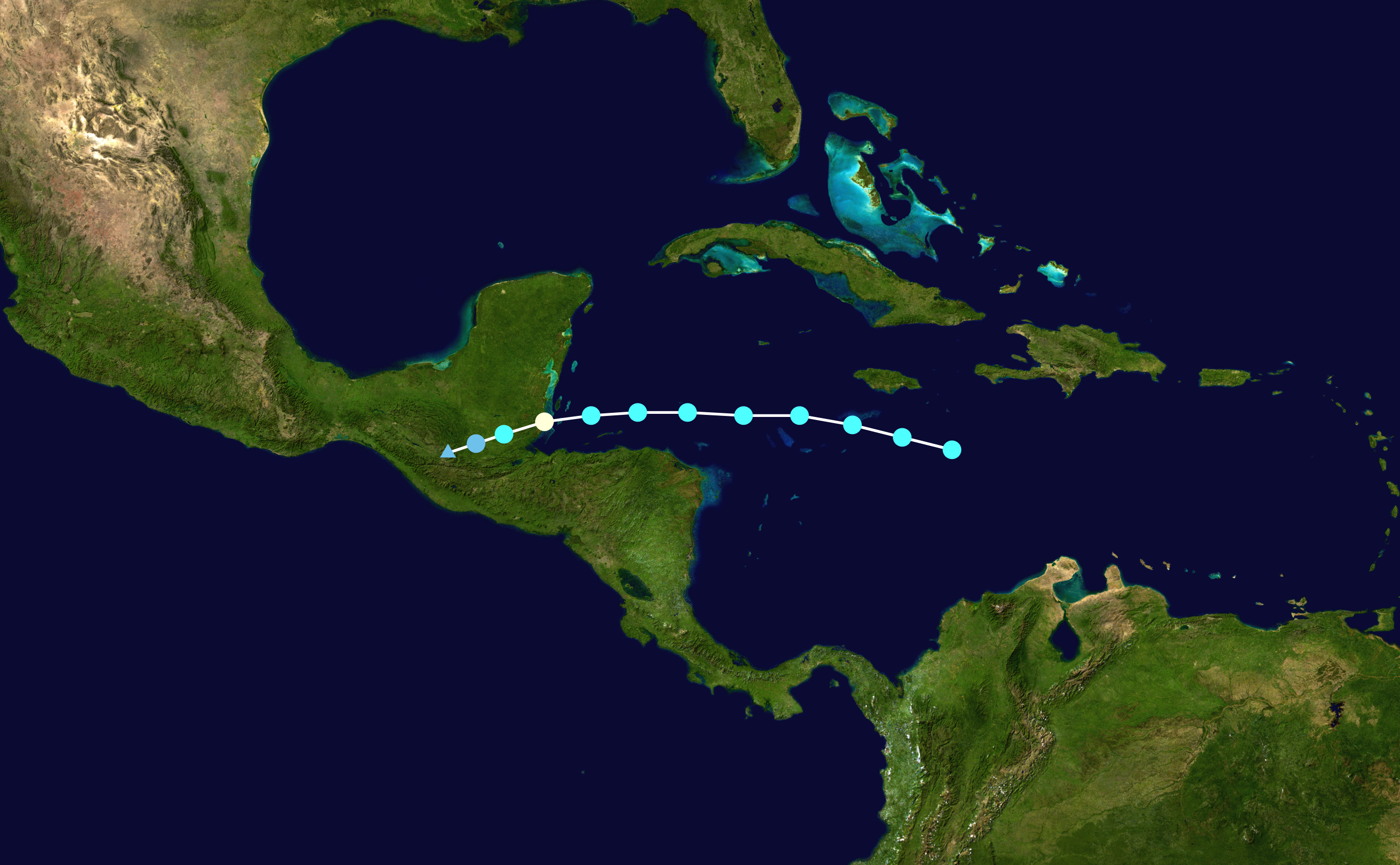
Карта шляху і інтенсивності Урагану Нана за шкалою Саффіра–Сімпсона

23 серпня 2020 року Національний центр ураганів (NHC) визначив тропічну хвилю, що рухається на захід, над Західною Африкою. Широка зона дезорганізованої конвекції, переважно на схід від осі хвилі, супроводжувала систему, коли вона виникла над Атлантичним океаном на початку наступного дня. Конвекція зросла до 27 серпня, коли система пройшла центральну Атлантику, і NHC відзначив можливість поступового циклогенезу протягом наступних днів. Протягом наступних кількох днів система мало розвивалася, коли він наближався до Навітряних островів. Після входу в Карибське море 30 серпня система почала організовуватися із свідченнями широкої поверхні, яка мало помітна на спостереженнях, отриманих із супутників. Конвекція поступово зростала, оскільки система продовжувала рухатися на захід через Карибський басейн і виглядала добре організованою на супутникових знімках. Дані скаттерометра та спостереження на кораблях виявили штормові вітри на південь від Гаїті та південний схід Ямайки на початку 1 вересня, хоча в системі все ще бракувало замкнутого мінімуму. Оскільки система представляє безпосередню загрозу для Центральної Америки, NHC запропонував рекомендації щодо системи як потенційного тропічного циклону шістнадцять о 15:00 UTC. За оцінками, центр знаходився приблизно за 225 км на південний південний захід від Кінгстона, Ямайка. З певним антициклоном вгору, що забезпечує значний відтік, високі температури поверхні моря та низький та помірний зсув вітру, очікувалася стійка організація. Незабаром після цього авіаційна розвідка підтвердила чітко визначену поверхню з низьким вітром 110 миль/год (110 км/год) вгору з поверхневими вітрами, оціненими на цей час в 85 миль/год (85 км/год). Відповідно, система була перекваліфікована в «Тропічний шторм Нана», що ознаменувало формування чотирнадцятого шторму, що перевершило попередній рекорд, встановлений ураганом Нейт 6 вересня 2005 р. Буря стабільно посилювалась, отримуючи хвилину стійкого вітру зі швидкістю 95 миль/год (95 км/год) о 03:00 UTC 2 вересня. Потім помірний північний зсув у 15 вузлів зупинив тенденцію до посилення та частково оголив центр циркуляції. Центральний тиск Нани коливався між 996 і 1000 мбар (29,41 і 29,53 дюйм рт. Ст.) Протягом дня 2 вересня, в той час як стійкий вітер залишався рівним 60 миль на годину. На початку наступного дня незначна реформа центра та сплеск конвекції дозволили Нані швидко посилитися до урагану 1 категорії 3 вересня. Одночасно вона досягла своєї пікової інтенсивності 120 миль/год (120 км/год) з мінімальний центральний тиск 994 мбар (29,36 дюйма рт. ст.)

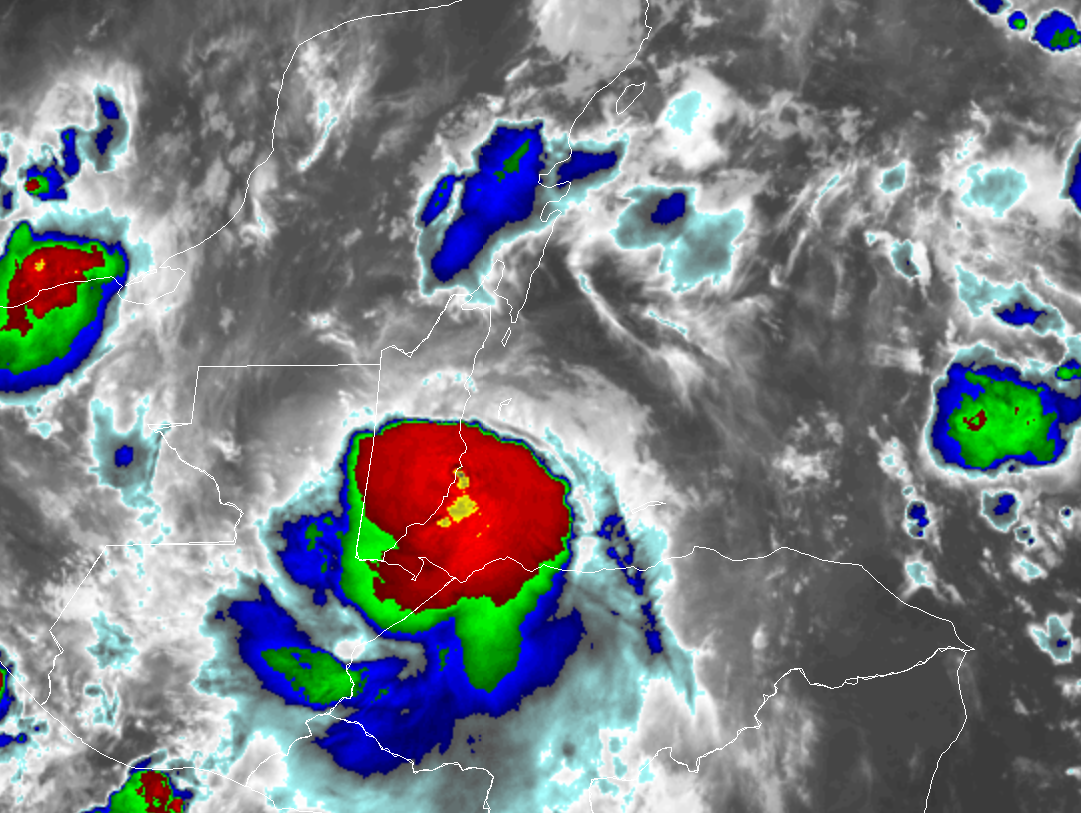
Інфрачервоне зображення Нани, що вийшла до Белізу, з піковою інтенсивністю

Через три години ураган здійснив вихід на берег між Дангрігою та Пласенсією в Белізі з подібною інтенсивністю, хоча його тиск піднявся на мбар. Нана швидко ослабла насуші, опустившись нижче статусу урагану о 09:00 за UTC за рахунок взаємодії з гірською місцевістю над Белізом та Гватемалою. Подальше вона ослабла до тропічної депресії о 21:00 UTC до того, як його центр низького рівня розсіявся, що призвело до того, що 4 вересня NHC видав останню інформацію про шторм о 03:00. Потім залишки Нани увійшли в затоку Техуантепек, де згодом вони переросли в Тропічний шторм Хуліо у східній частині Тихого океану 5 вересня.

## Підготовка та наслідки

### Навітряні острови
У період з 29 по 30 серпня офіс метеорологічних служб Барбадосу та Метеорологічна служба Домініка випустили сповіщення про повені для своїх країн в очікуванні помірних до сильних дощів від тропічної хвилі. Франція-Метео попередила мешканців Мартініки про можливий сильний дощ і сильний вітер від тропічної хвилі 30–31 серпня. Попутні зливи та грози спричинили дощ до 4,3 дюйма (110 мм) у Гран-Рівьєрі та пориви вітру до Фонду-Сен-Дені. Приблизно 5600 людей втратили електроенергію в Ле-Франсуа, Вер-Пре, Ла-Трініте, Тартан та Л'Ажупа-Буйон. EDF розгорнув енергетичні бригади незабаром після проходження шторму. У південних районах Гваделупи спостерігались сильні опади; Гояве зафіксував 12-годинне накопичення 96 мм. Поблизу Іль-де-Сентс зафіксували 80 мм. У Сент-Люсії підвищена засміченість через сильний дощ змусив тимчасово закрити очисний завод Теобальдів, який скоротив подачу води жителям північних районів країни.

### Беліз
Готуючись до Нани, мешканці Белізу скупили фурнітуру та продукти, незважаючи на триваючу пандемію COVID-19. Понад 4000 людей у південній частині країни було евакуйовано до укриттів, наданих урядом. Станція на Carrie Bow Caye повідомляла про швидкість вітру 98 миль/год (98 км/год), коли шторм вийшов на берег. Попередні повідомлення з півдня Белізу вказували на те, що сотні гектарів сільськогосподарських культур бананів і подорожника були знищені в результаті шторму. Через тиждень після шторму повідомлялося, що 960 гектарів бананових культур були повністю знищені. Групи оцінки збитків повідомили про 7 пошкоджених конструкцій у Хопкінсі, 13 у Шовковій траві та 4 будинки в Дангрізі з пошкодженням даху. Загалом, Нана завдала збитків банановим культурам у Белізі на 20 мільйонів доларів.